# Hausa
Hausa je naziv za etničku grupu koja uglavnom živi u severnoj Nigeriji (oko 26.550.000 ili 21% populacije) i južnom Nigeru (oko 6.250.000 ili 56% populacije). Veći broj ih ima i u severnoj Gani (oko 150.000) i Beninu (oko 100.000), a u Kamerunu broje približno 70.000. Ima ih i u manjim zajednicama raštrkanim po Zapadnoj Africi. Govore Hausa jezikom koji pripada Afro-azijskoj porodici jezika.

## Istorija i kultura
Grad Kano se smatra središtem Hausa trgovine i kulture.
Hausa imaju drevnu i široko rasprostranjenu kulturu, poznatu po dugotrajnim vezama s Arapima. Hausa su od 14. vijeka muslimani, pa su mnoge zapadnoafričke narode preobratili u islam kroz kontakte, trgovinu ili džihade.
Od 16. do početka 19. vijeka Federacija Hausa, labava unija gradova-država bila je važna regionalna sila. 1810. je ove gradove-države porazio Usman dan Fodio i njihova područja uključio u Hausa-Fulani Kalifat Sokoto.
Istorija naroda Hausa je zabilježena u Kano hronici.